# Celebridade
Celebridad (título original: Celebridade) es una telenovela brasileña emitida por TV Globo entre el 13 de octubre de 2003 y 25 de junio de 2004, con 221 capítulos emitidos.
Escrita por Gilberto Braga, con la colaboración de Leonor Bassères, Ricardo Linhares, Sérgio Marques, Márcia Prates, Maria Helena Nascimento, Denise Bandeira y Ângela Chaves, dirigida por Amora Mautner y Vinícius Coimbra, con la dirección general de Dennis Carvalho y Marcos Schechtman sobre núcleo de Dennis Carvalho.
Protagonizada por Malu Mader y Marcos Palmeira, con las participaciones antagónicas de Cláudia Abreu, Fábio Assunção, Márcio Garcia, Hugo Carvana, Deborah Evelyn, Ana Beatriz Nogueira, Gracindo Júnior y la primera actriz Nathalia Timberg.

## Enredo
La trama de la telenovela se centra en la rivalidad entre dos mujeres: una exitosa empresaria y exmodelo llamada María Clara Diniz, propietaria de la productora Mello Diniz, y la astuta y envidiosa Laura Prudente da Costa, que se acerca a ella diciendo que María Clara mayor fan y consigue un trabajo en su compañía.
En realidad, Laura es un advenediza que no quería simplemente tomar todo de la otra, sino convertirse en una nueva María Clara. En la trama, la razón del odio de Laura es que ella es la hija de la verdadera musa de la canción que María Clara hizo una mujer rica y famosa, mientras que ella y su madre se agrió una vida miserable. María Clara, sin embargo, siempre ha creído que la canción  Musa de verano  fue compuesta por su exnovio Wagner en su honor. Para llevar a cabo el plan para destruir a su rival, Laura pide ayuda a Marcos, su amante y cómplice. Ellos comienzan a trabajar, respectivamente, como asistente y un conductor para María Clara, y se están arrastrando poco a poco en la vida de "celebridad". El dúo de villanos Laura y Marcos - el "Cachorro" y "puta", como se llamaban a sí mismos muy mutuamente- preparó.
Laura también combina Ubaldo Quintela, su padrastro y verdadero autor de la música que fue tan exitoso. En libertad condicional después de pasar 15 años en prisión por el asesinato de Wagner - que había robado la autoría de la canción - Ubaldo ahora quiere vengarse de los ricos y la producción de su patrocinador, el todopoderoso empresario Linneo Vasconcelos, amigo en tiempos la juventud y en la actualidad es propietaria de un imperio de la comunicación.
El  Vasconcelos Grupo, presidido por Linneo, controla las publicaciones como la revista de celebridades  Fama , la banca y los eventos musicales producidos por Maria Clara en Fama Área. Ubaldo saber que Linneo fue el responsable de su detención, y que cree que él y María Clara enriquecido a su costa. La autoría de la canción Musa verano fue robado por Wagner, prometido de María Clara, con la complicidad de su hermano, Ernesto, y Linneo se aprovechó de argucias. La música fue compuesta por Ubaldo a Marilia, la madre de Laura.
Al enterarse de la verdad sobre la autoría de la canción que le hizo ganar tanto dinero, María Clara abandona todas sus posesiones, pasándolos al nombre de Ubaldo. Con eso, Laura, reconocida como la hija de Ubaldo, asume el productor y todos los negocios Mello Diniz y se va a vivir en la mansión de su rival, junto con Marcos, la abuela Hercília y su padrastro. A partir de entonces, hay un giro en la trama: María Clara descubre todos los marcos de Laura - cómo participar en el tráfico para incriminar a su rival, y después de haber llevado una breve secuestro en su contra en el primer capítulo de la trama - y, además de luchar por a recuperar su lugar en el mercado de la música, que tendrá por objetivo desenmascarar al villano. Abre María Clara, a continuación, con la ayuda de amigos, una casa de samba en Andaraí, la Sobradinho, que pronto se convierte en un gran éxito.
En sus percances, María Clara todavía tiene que enfrentarse a Beatriz, hija de Linneo, mujer joven malcriada y egoísta, casada con el cineasta Fernando Amorim, y no mide las consecuencias cuando hay mucho en juego en el peligro de perder a su marido. Volver a la Brasil después de años viviendo en Europa, relación de pareja muestra signos de desgaste. La fragilidad de la relación aumenta cuando los dos deben lidiar con el trauma de perder a su hijo Fabio, que murió después de sufrir un accidente en un tobogán. María Clara sabe accidente Fernando, se enamora de él y es igualada. Los dos viven una novela llena de giros y vueltas, debido a los marcos de Beatriz, con Laura como un aliado. María Clara llega a terminar la relación con Hugo, su novio, para quedarse con Fernando, pero villanos Laura Beatriz y puso el niño desnudo e inconsciente en la cama de la primera, de reventado Fernando y decide abandonarlo. Aquí es donde María Clara descubre que está embarazada con Fernando, pero decide que el niño está mintiendo Hugo. Ella se hace amiga de Hugo en su embarazo y se involucren de nuevo, así es que Hugo y María Clara hacen un viaje romántico a Búzios encantadora localidad costera de Río de Janeiro. Una tormenta, María Clara comienza a sentir las contracciones del parto. Hugo lleva a una cabaña abandonada en el medio de la calle con un cuchillo y hace entrega de María Clara, que estará encantado de ver que su hija nació así. Después de unos meses atrás con María Clara y Fernando desmiente lo que dijo, dejando a Hugo devastó, porque a pesar de que el niño no era suyo, y él iba a tomar registro de atención por así decirlo.
Otro gran villano de la historia es ambiciosa y sin escrúpulos Renato Mendes, director de la revista y el sobrino de la Fama de Linneo, que sueña con convertirse algún día en presidente de Grupo Vasconcelos. Renato se involucra con Laura, que ve en él a un aliado más para destruir a María Clara. Cuando se da cuenta de que está siendo utilizado por Laura, Renato arma una venganza: con fotos comprometedoras en sus manos, que chantajea, los dos se casan en contra de los deseos del villano, y el editor se convierte su vida en un infierno. Renato llega a poner guardias de seguridad las 24 horas del día viendo la mujer, la obliga a hacer lo que quiere y le envía a dormir en un colchón en el suelo del dormitorio. Más tarde, Laura da la vuelta, y Renato, que va a la lona.
Después de Laura robar la idea de María Clara y ganar un trofeo importante que iba a ser el enemigo, la niña se encierra en el baño con el villano de un club nocturno y le da una paliza inolvidable, la enumeración de cada una de sus males, ya que le golpea.
En un momento de la trama, Linneo es asesinado y varios personajes se convierten en sospechosos del crimen. El misterio "¿Quién mató a Linneo Vasconcelos?" solo se deshizo en el último capítulo, después de la muerte de otro personaje, el periodista Queiroz. Laura confiesa haber matado a Linneo porque le robó pruebas que confirman la autoría de la canción Musa Ubaldo verano. En primer lugar, sin embargo, ella trata de dar su última carta, el secuestro de la hija de María Clara y Fernando. Acorralado por la policía, Laura y Marcos terminan muertos por Renato Mendes, que también ha puesto de manifiesto sus travesuras y es arrestado. Su arresto imprimir las portadas de revistas y periódicos.
El núcleo de los personajes que figuran en el barrio Andaraí en el norte de Río de Janeiro, es el responsable de los momentos cómicos de la historia. En ella, se destacan Darlene y Jacqueline Alegría, manicura salón de peluquería Salvador, que vive en la búsqueda de dos fama.As utilizan cualquier artimaña para conseguir una nota en revistas y columnas sociales. A pesar de amigos, Darlene Love y Jaqueline disputa Vladimir bombero que, a diferencia de ellos, odia ser el centro de atención. Se pasa la novela tratando de recuperar su puesto de trabajo, ya que había sido expulsado de la corporación después de un par de fotos, que aparece solo en traje de baño, publicados en una revista gay. Vladimir tomó las fotos mientras se ignora su uso.
Las travesuras de Darlene para ser famosa novela movimiento multinúcleo. Uno de ellos implica el famoso nadador Cayo, hermano de Renato Mendes. Él muere durante el entrenamiento, y la manicura tiene una brillante idea de considerar: la invención del niño que está embarazada. Para hacer su plan descabellado, Darlene puede hacer Tadeu ayudarla a robar una clínica semen congelado de Caio. Resulta que Tadeu balones sueltos y ampollas de cambio, y Darlene solo hacer una inseminación artificial con el semen de Tadeo. Resultado: seguro de que llegará a la tan deseada fama como la madre del hijo del nadador, ella da gemelos negros Tadeo, los "bombonzinhos" - como Darlene empieza a llamar a ellos - y Marlin Darlin.
El Eliete sacoleira, hermana de Vladimir y amigo de María Clara desde la escuela secundaria, fue otro personaje que se situó en el centro de Andaraí, alcanzando plena gusto de los espectadores debido a sus características populares. Nelito estafador y fútil Ana Paula, hermana de María Clara, con quien Eliete formó un triángulo amoroso, también cayó en el gusto popular.
El drama de la Ignacio necesitados y solitario también digno de mención. Hijo mayor de Beatriz y Fernando, el niño sufre el rechazo de la madre, sobre todo después de la muerte de su hermano Fabio, ¿Por qué sentirse culpable. Las razones de este rechazo solo se revelan en el último capítulo, cuando descubre que, de hecho, es el resultado de una relación que tuvo con Beatriz Renato primo antes de casarse con Fernando, solo para quedar embarazada y para asegurar la boda con su futuro esposo . Ignacio vive un triángulo amoroso con el centrado e irresponsable Sandrinha Paulo César.
Cristiano es un periodista de gran éxito, muy versado en MPB brasileña y la cultura, un viudo, que ve su carrera vaya por el desagüe después de rendirse a beber por no apoyar la muerte de su esposa. Se las arregla para reconstruir con la ayuda del hijo Zeca amor conmovedor y sobrio a tu prójimo Noêmia pasa a asistir a un grupo de Alcohólicos Anónimos y termina por convertirse en el director de la Revista Contemporánea, otra publicación del grupo de Vasconcelos. Cristiano se enfrenta a mal carácter de la justicia Renato, el hermano de su difunta esposa, jugar con él, porque el guardia Zeca realmente quieren gestionar la fortuna que heredó de su madre el niño. El choque entre Cristiano y Renato también plantea otro argumento, que contrasta con la falta de escrúpulos éticos en el periodismo.

## Elenco
| Actor                            | Personaje                                 |
| -------------------------------- | ----------------------------------------- |
| Malu Mader                       | Maria Clara Mello Diniz                   |
| Cláudia Abreu. villana principal | Laura Prudente da Costa                   |
| Marcos Palmeira                  | Fernando Amorim                           |
| Fábio Assunção villano principal | Renato Mendes                             |
| Márcio Garcia                    | Marcos Rangel                             |
| Deborah Evelyn villana principal | Beatriz Vasconcellos Amorim               |
| Deborah Secco                    | Darlene Sampaio                           |
| Marcelo Faria                    | Vladimir Coimbra                          |
| Ana Beatriz Nogueira villana     | Ana Paula Mello Diniz Moutinho            |
| Taumaturgo Ferreira              | Nelito Moutinho                           |
| Roberto Bomfim                   | Salvador Amorim                           |
| Isabela Garcia                   | Eliete Coimbra                            |
| Julia Lemmertz                   | Noêmia Assunção                           |
| Alexandre Borges                 | Cristiano Reis                            |
| Gracindo Júnior                  | Ubaldo Quintela                           |
| Daniel Dantas                    | Ademar Sampaio                            |
| Hugo Carvana                     | Lineu Vasconcellos                        |
| Nívea Maria                      | Corina Mello Diniz                        |
| Bruno Gagliasso                  | Inácio Vasconcelos Amorim                 |
| Paulo Vilhena                    | Paulo César Assunção                      |
| Juliana Knust                    | Sandra Mello Diniz Moutinho               |
| Juliana Paes                     | Jaqueline Joy (Jaqueline da Silva Leitão) |
| Henri Castelli                   | Hugo                                      |
| Kadu Moliterno                   | Daniel Freire                             |
| Nathalia Timberg                 | Yolanda Mendes                            |
| Lavínia Vlasak                   | Tânia Nascimento                          |
| Sérgio Menezes                   | Bruno Carvalho                            |
| Roberto Pirillo                  | Ernesto Lopes                             |
| André Barros                     | Joel Cavalcanti                           |
| Norma Blum                       | Hercília Prudente da Costa                |
| Nelson Dantas                    | Dr. Alcir Medeiros                        |
| Brunno Abrahão                   | José Carlos Mendes Beato Reis (Zeca)      |
| Marcelo Laham                    | Iván                                      |
| Oswaldo Loureiro                 | Dr. Roberto Peixoto                       |
| Carlos Evelyn                    | Óscar                                     |
| Jairo Mattos                     | Delegado Lourival                         |
| Alexandre Moreno                 | Tadeu Santana                             |
| Carla Faour                      | Kátia                                     |
| Nildo Parente                    | Wanderley Mourão                          |
| Débora Lamm                      | Vitória Souto                             |
| Marcelo Valle                    | Guilherme Ribeiro Couto                   |
| Cristina Amadeo                  | Olga                                      |
| Sheron Menezzes                  | Iara                                      |
| Janaína Lince                    | Zaíra                                     |
| Joana Limaverde                  | Fabiana Modesto                           |
| Antônio Pitanga                  | Comandante                                |
| Théo Becker                      | Caio Mendes                               |
| Fábio Araújo                     | Kléber Duarte                             |
| Adriana Alves                    | Palmira Pinto Feijó                       |
| Paula Pereira                    | Vanda Guimarães                           |

## Temas musicales

### Celebridade Vol. 1
1. Nossa Canção - Vanessa da Mata (tema de Maria Clara e Hugo)
2. Amor e Sexo - Rita Lee (tema de Darlene e Vladimir)
3. Tempo de Dondon - Dudu Nobre (tema do núcleo do Andaraí)
4. O Que Tinha De Ser - Maria Bethânia (tema de Maria Clara)
5. Encostar na Tua - Ana Carolina (tema de Inácio e Sandra)
6. Always - Caetano Veloso (tema de Daniel)
7. Brisa do Mar - Chico Buarque (tema de Fernando)
8. Nossos Momentos - Gal Costa (tema de Noêmia e Cristiano)
9. Com Que Roupa - Gilberto Gil (tema do núcleo do Andaraí)
10. Fama - Beth Lamas (tema de Darlene e Jaqueline)
11. Enquanto Houver Sol - Titãs (tema de Cristiano e Zeca)
12. Río de Janeiro (Isto é o Meu Brasil) - João Bosco (tema de Fernando)
13. Doce Castigo - Nana Caymmi (tema de Tânia)
14. A Vizinha do Lado - Roberta Sá (tema de Jaqueline)
15. Olha Não Me Olha - Lulu Joppert (tema de Darlene)
16. Só Bamba - Pérola Black

### Celebridade Vol. 2Internacional
1. Just the way you are - Diana Krall
2. You'll never find another love like mine - Michael Bublé
3. I heard it through the grapevine - Michael McDonald
4. Bigger than my body - John Mayer
5. You make me feel brand new - Simply Red
6. Offer - Alanis Morissette
7. Sympathy for the devil - Rolling Band
8. The closer I get to you - Luther Vandross & Beyoncé Knowles
9. Superwoman - Happening & Fábio Almeida
10. Ruby - Ray Charles
11. Como han pasado los años - Julio Iglesias
12. Bring it on - T.J.
13. Regálame la silla donde te esperé - Alejandro Sanz
14. Non mi innamoro piú (I´ll Never fall in Love Again) - Ornella Vanoni
15. All I really want is love -Henri Salvador
16. Absolute Lee - Ithamara Koorax
17. Born to Try - Delta Goodrem
18. Love´s theme - The Love Unlimited Orchestra
19. Diavolo in me - Tedd Rusticini

### Celebridade Vol. 3Samba
1. Pecadora - Grupo Revelação
2. Ex-amor - Simone y Martinho da Vila
3. Caviar - Zeca Pagodinho
4. A ordem é samba - Ney Matogrosso, Pedro Luis y la Parede
5. Essa noite fiquei só - Grupo Pur'Amizade
6. Cigana - Raça Negra
7. Paixão Brasileira - Razão Brasileira
8. Quantas Lágrimas - Teresa Cristina y Grupo Semente (tema de Salvador y Palmira)
9. Falso amor sincero - Picolé
10. Tudo menos amor - Só Pra Contrariar
11. Goiabada Cascão - Dudu Nobre (tema do Sobradinho)
12. Vendi meu peixe - Jorge Aragão
13. Um raro prazer - Leci Brandão (tema de Tânia e Paulo César)
14. Lucidez - Fundo de Quintal
15. Encaixe perfeito - Swing & Simpatía (tema de Jaqueline)
16. Dona Carola - Vavá
17. Alvorada - Nalanda (tema de Fernando)